# Canela (Salvador)
Canela é um bairro de Salvador onde estão localizados alguns centros médicos e um dos campus da UFBA.
Tem como sua principal via a Avenida Reitor Miguel Calmon, também conhecida como vale do Canela. É vizinho aos bairros de Campo Grande, Vitória, Graça e Garcia.

## História
Historicamente foi uma grande área de cultivo de hortaliças — a chamada Roça do Canela, pertencente à família Pereira de Aguiar, e, até os anos 1940, era possível ver vacas pastando no local. A ocupação urbana começou após a construção da casa do Barão de Sauípe e, nas primeiras décadas do século XX, foi construído o Colégio Nossa Senhora da Vitória (Maristas). Ali também surgiram as primeiras oficinas para as carroças que distribuíam os produtos hortigranjeiros pela cidade.
Suas ruas principais convivem diariamente com um fluxo intenso de veículos, contrastando com a tranqüilidade de algumas vias secundárias. O canela é um bairro muito bem dotado de serviços, que respira cultura e que mistura uma arquitetura de casarões antigos com prédios modernos de classe média.

## Demografia
Foi listado como um dos bairros menos perigosos de Salvador, segundo dados do Instituto Brasileiro de Geografia e Estatística (IBGE) e da Secretaria de Segurança Pública (SSP) divulgados no mapa da violência de bairro em bairro pelo jornal Correio em 2012. Ficou entre os bairros mais tranquilos em consequência da taxa de homicídios para cada cem mil habitantes por ano (com referência da ONU) ter alcançado o nível mais positivo, com o indicativo "o", sendo um dos melhores bairros na lista.